# 힌덴부르크 참사
힌덴부르크 참사(영어: Hindenburg disaster)는 1937년 5월 6일 목요일, 독일의 여객 비행선 LZ 129 힌덴부르크가 미국 뉴저지주 레이크허스트 해군항공기지의 계류탑에 정박을 시도하던 도중 화재가 발생해 전소한 사건이다. 탑승자 97명(승객 36명, 승무원 61명) 중 사망자는 35명(승객 13명, 승무원 22명)이었다. 지상 노동자 한 명도 떨어지는 물체에 맞고 사망하여 총 사망자는 36명이다.

## 추모
힌덴부르크 추락의 실제 현장은 맥과이어-딕스-레이크허스트(McGuire–Dix–Lakehurst) 합동 기지의 레이크허스트 해군 기관에 있다. 비행선의 곤돌라가 착륙한 부분에는 체인 윤곽이 있는 패드와 청동 명판이 표시되어 있다. 참사 50주년인 1987년 5월 6일에 봉헌되었다. 현재도 남아 있는 1호 격납고는 비행선이 착륙 후 수용될 장소다. 1968년에 국립 역사 랜드마크로 지정되었다. 사전 등록된 투어는 해군 레이크허스트 역사협회(Navy Lakehurst Historical Society)를 통해 진행된다.